# إم تي فريمورك
إم تي فريمورك (بالإنجليزية: MT Framework) هو محرك ألعاب طورته شركة كابكوم واستخدم في ألعاب الشركة على أجهزة الكمبيوتر الشخصي، بلاي ستيشن 3، إكس بوكس 360، وي ونينتندو 3دي إس. من أشهر الألعاب التي تستخدمه ريزدنت إيفل 5.

## الألعاب التي استخدمته

### الإصدار 1.0
| العنوان                     | إصدار المحرك | دعم دايركت إكس 10 | دعم دايركت إكس 11 |
| --------------------------- | ------------ | ----------------- | ----------------- |
| ديد ريسنج                   | v1.0         |                   |                   |
| لوست بلانت على إكس بوكس 360 | v1.1         |                   |                   |
| لوست بلانت على ويندوز       | v1.2         |                   |                   |
| ديفل ماي كراي 4             | v1.3         |                   |                   |
| ريزدنت إيفل 5               | v1.4         |                   |                   |

### الإصدار 2.0
| العنوان                                 | إصدار المحرك | دعم دايركت إكس 10 | دعم دايركت إكس 11 |
| --------------------------------------- | ------------ | ----------------- | ----------------- |
| لوست بلانت 2                            | v2.0         |                   |                   |
| مارفل فيرسز كابكوم 3: فيت أوف تو وورلدز | v2.1         |                   |                   |
| دراجونز دوجما                           | v2.?         |                   |                   |

### الإصدار لايت (Lite)
- ريزدنت إيفل: ذا دارك سايد كرونيكلز
- سينغوكو باسارا: أبطال الساموراي
- سبايبورجز

### إصدار الموبايل (Mobile)
- سوبر ستريت فايتر 4 ثري دي إديشن
- ريزدنت إيفل: ذا مرسناريز 3دي
- ريزدنت إيفل: ريفليشنز
- ميجا مان ليجندز 3 (ألغيت)